# Southwell
Southwell es una pueblo y un parroquia civil del distrito de Newark and Sherwood, en el condado de Nottinghamshire (Inglaterra). Se encuentra a 19 km de Nottingham. Según el censo de 2011, Southwell tenía 6.757 habitantes, parroquia civil tenía 7.297 habitantes. Está listado en el Domesday Book como Sudwelle.